# Шеффер, Франк
Фра́нк Ше́ффер (нем. Frank Schäffer; 6 июля 1952, Леонберг, Баден-Вюртемберг — 15 ноября 2024, Штутгарт) — немецкий футболист, играл на позиции нападающего. В составе мёнхенгладбахской «Боруссии» трёхкратный чемпион Бундеслиги и двукратный обладатель Кубка УЕФА.

## Биография

### Игровая карьера
Начинал карьеру в клубе «Людвигсбург 07». В 1974 году перешёл в мёнхенгладбахскую «Боруссию», в которой прошла вся его последующая футбольная карьера. Дебютировал в Бундеслиге 9 ноября 1974 года в матче со «Штутгартом», который «Боруссия» выиграла со счётом 2:1. По ходу того сезона «гладбахцы» выиграли чемпионский титул, потерпев только одно поражение в Бундеслиге. «Боруссия» в том сезоне выиграла и Кубок УЕФА после победы в двух матчах над нидерландским «Твенте» со счётом 5:1.
Затем последовали в 1976 и 1977 годах два чемпионских титула, а в 1979 году «гладбахцы» во второй раз выиграли и Кубок УЕФА после победы по сумме двух матчей над югославской «Црвеной звездой». Шеффер был единственным полевым игроком, сыгравшим во всех матчах за «жеребят» на турнире. Всего во всех матчах сыграл за «жеребят» 294 матча и забил 8 голов.
Завершил игровую карьеру в 1983 году в возрасте 31 года и перешёл в строительство.

### Смерть
Скончался 15 ноября 2024 года в возрасте 72 лет.

## Достижения
«Боруссия» (Мёнхенгладбах)
- Чемпион Германии (3): 1974/75, 1975/76, 1976/77
- Обладатель Кубка УЕФА (2): 1975, 1979